# Лема регулярності Семереді
Лема регулярності Семереді — лема із загальної теорії графів, яка стверджує, що вершини будь-якого досить великого графа можна розбити на скінченне число таких груп, що майже у всіх двочасткових графах, що з'єднують вершини з двох різних груп, ребра розподілені між вершинами майже рівномірно. При цьому найменша необхідна кількість груп, на які потрібно розбити множину вершин графа, може бути як завгодно великою, але кількість груп у розбитті завжди обмежена зверху.
Неформально кажучи, лема стверджує наявність багатьох великих псевдовипадкових структур у будь-якому графі досить великого розміру.
Лему довів Ендре Семереді 1975 році.

## Формулювання

### Поняття ε-рівномірності

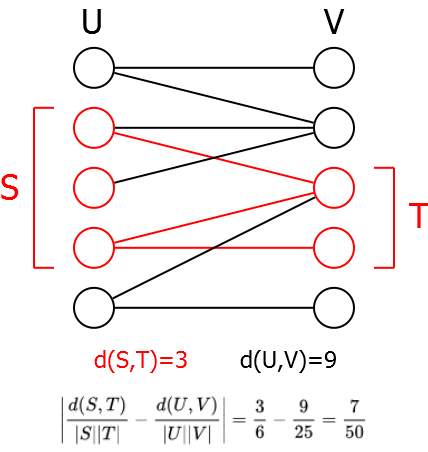
Підрахунок ребер показує, що цей граф може бути -регулярним тільки для (така оцінка доречна в цьому випадку лише тому що)

Нехай дано двочастковий граф {\displaystyle G=(W=U\sqcup V,E)}, ребра якого з'єднують вершини зі множини {\displaystyle U} з вершинами зі множини {\displaystyle V}.
Для {\displaystyle S\subset U,T\subset V} позначимо через {\displaystyle d(S,T)} щільність розподілу ребер між цими множинами, тобто
{\displaystyle d(S,T)={\frac {\#\left\lbrace {(u,v)\in E:u\in S,v\in T}\right\rbrace }{|S||T|}}}.
| Визначення Двочастковий граф {\displaystyle G=(U\sqcup V,E)} називають {\displaystyle \varepsilon }-рівномірним якщо для будь-яких {\displaystyle S\subset U,T\subset V}, що задовольняють умови {\displaystyle \|S\|>\varepsilon \|U\|,\|T\|>\varepsilon \|V\|}, виконується нерівність {\displaystyle \|d(S,T)-d(U,V)\|\leq \varepsilon } |

Існує кілька еквівалентних цьому визначень (еквівалентних у сенсі існування монотонної залежності {\displaystyle \varepsilon } в одному визначенні від {\displaystyle \varepsilon } в іншому за еквівалентності двох визначень), але всі вони використовують величину {\displaystyle d(S,T)} і якесь кількісне порівняння її значень для різних пар {\displaystyle S,T}.
Очевидно, що повний і порожній двочасткові графи є {\displaystyle \varepsilon }-регулярними для будь-якого {\displaystyle \varepsilon >0}. Слід зазначити, що це, взагалі кажучи, не так для довільного регулярного в звичайному сенсі двочасткового графа (як контрприклад можна розглянути об'єднання кількох неперетинних за множиною вершин регулярних графів).
{\displaystyle \varepsilon }-Рівномірні графи за даного {\displaystyle \varepsilon } іноді також називають псевдовипадковими, оскільки за рівномірністю розподілу ребер між вершинами вони схожі на згенеровані випадково.

### Формулювання леми

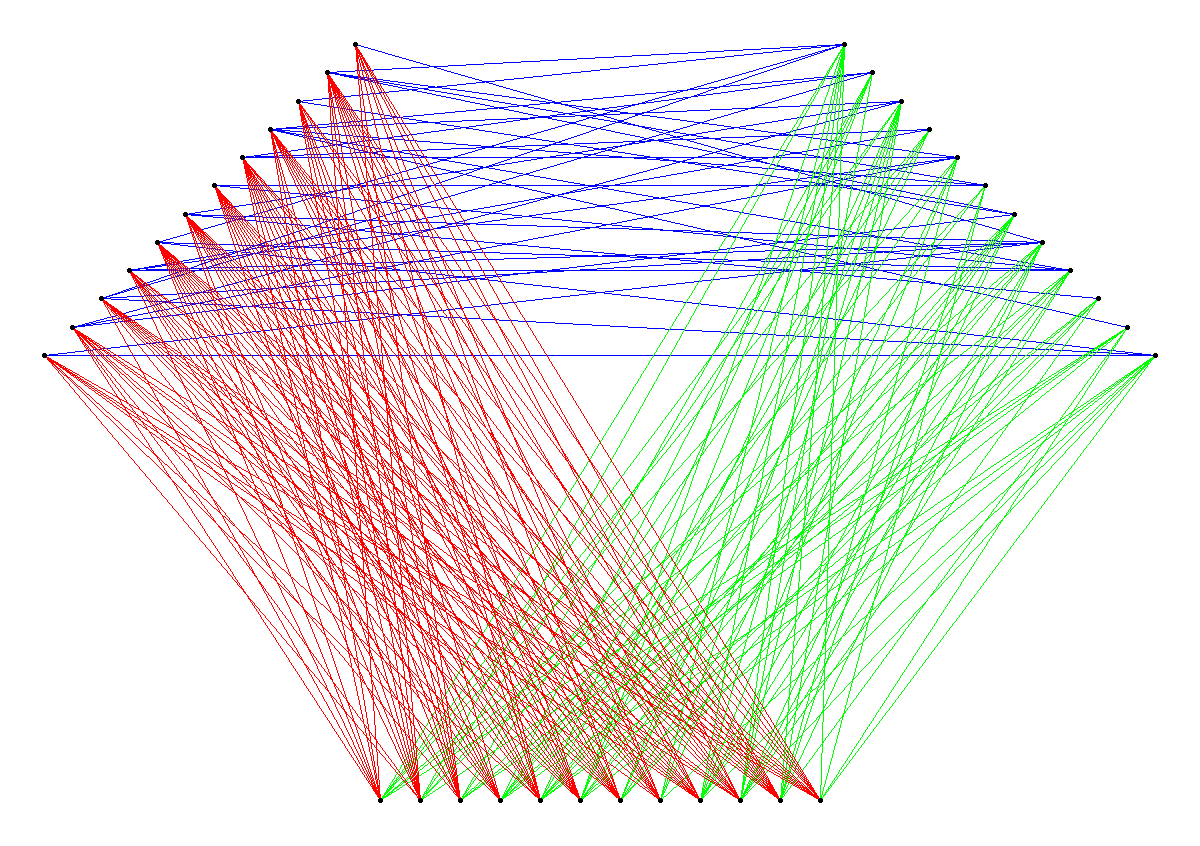
Тричастковий граф із випадковими наборами ребер різної щільності між частками (для червоних ребер —, для зелених — для синіх —). Між компонентами розбиття з теореми Семереді утворюються схожі конфігурації ребер, оскільки -регулярні графи схожі на випадкові.

| Лема регулярності Семереді Для будь-яких {\displaystyle \varepsilon >0,\ m\geq 2} існують {\displaystyle M,n_{0}} такі, що для будь-якого графа {\displaystyle G=(V,E)} з кількістю вершин {\displaystyle \|V\|>n_{0}} існує розбиття {\displaystyle V=V_{1}\sqcup \dots \sqcup V_{k}\ (m\leq k\leq M)} на максимально можливо рівні за розміром частки {\displaystyle \|V_{1}\|=\dots =\|V_{k-1}\|\geq \|V_{k}\|} такі, що для {\displaystyle (1-\varepsilon ){\binom {k}{2}}} із пар цих часток двочастковий граф із ребер, що пролягають між ними, є {\displaystyle \varepsilon }-регулярним. |

#### Зауваження
Лема не накладає жодних обмежень на ребра між вершинами з однієї й тієї ж множини розбиття.
Твердження леми нетривіальне тільки для графів із досить великим числом ребер. Якщо {\displaystyle |E|\leq {\frac {\varepsilon ^{3}}{k^{2}}}|V|^{2}}, то будь-який його двочастковий підграф на частках із розмірами {\displaystyle {\frac {\varepsilon }{k}}|V|} також виявиться розрідженим (його щільність не перевищуватиме {\displaystyle \varepsilon }) — отже, умова на різницю щільностей виконуватиметься завжди.
Слід також зазначити, що згадка однієї й тієї ж змінної {\displaystyle \varepsilon } у двох різних характеристиках — показнику регулярності та частці {\displaystyle \varepsilon }-регулярних двочасткових підграфів — не створює жодного додаткового зв'язку між цими характеристиками. Таке формулювання випливало б і з ослабленішого формулювання, де потрібно, наприклад, щоб {\displaystyle \varepsilon }-регулярно були розподілені ребра тільки між {\displaystyle (1-\eta ){\binom {k}{2}}} парами множин, де {\displaystyle \eta =\eta (\varepsilon )\to 0} при {\displaystyle \varepsilon \to 0} (тобто навіть за {\displaystyle \eta >\varepsilon }). У такому разі для досягнення початкового формулювання достатньо було б розглянути {\displaystyle \varepsilon _{0}=\eta ^{-1}(\varepsilon )}, оскільки {\displaystyle \varepsilon _{0}}-регулярність графа тягне за собою {\displaystyle \varepsilon }-регулярність при {\displaystyle \varepsilon _{0}<\varepsilon }.

## Доведення

### Алгоритм розбиття
Розбиття проводиться жадібним алгоритмом.
Спочатку вибирається довільне розбиття вершин на множини {\displaystyle V_{1},\dots ,V_{k}}, де:
- {\displaystyle |V_{1}|=\dots =|V_{k-1}|>|V_{k}|}
- {\displaystyle k=\max \left({{\frac {1}{\varepsilon }},m}\right)}

Далі на кожній ітерації алгоритму з наявного розбиття певним чином генерується нове розбиття з меншими розмірами часток і більшою кількістю. Воно будується як підрозбиття початкового розбиття, але потім нормалізується невеликими перебудовами, щоб розміри всіх (крім, можливо, однієї) часток виявилися рівними.
Таке перетворення триває, поки в розбитті на {\displaystyle k'} множин залишається хоча б {\displaystyle \varepsilon {\binom {k'}{2}}} пар множин, двочасткові графи між якими не {\displaystyle \varepsilon }-регулярні. Перехід від одного розбиття до наступного відбувається так, що можна довести, що алгоритм точно зупиниться за скінченне та обмежене сталою (залежною від {\displaystyle \varepsilon } і {\displaystyle m}) число кроків. Крім того, кількість отриманих множин у розбитті на кожній конкретній ітерації алгоритму також обмежена, так що найбільша кількість множин, яка може утворитися на останній ітерації, і буде шуканою величиною {\displaystyle M}.

#### Перехід від розбиття до підрозбиття
Нехай поточне розбиття {\displaystyle {\mathcal {P}}=(V_{1},\dots ,V_{k})} не задовольняє умову леми, тобто є {\displaystyle \varepsilon {\binom {k}{2}}} пар {\displaystyle (V_{i},V_{j}),i\not =j}, для яких двочастковий граф між ними не {\displaystyle \varepsilon }-регулярний. Позначимо цю умову, як {\displaystyle P_{\varepsilon }(V_{i},V_{j})}.
Якщо {\displaystyle P_{\varepsilon }(V_{i},V_{j})}, то існують якісь конкретні «проблемні» підмножини {\displaystyle S_{ij}\in V_{i},S_{ji}\in V_{j}}, що порушують {\displaystyle \varepsilon }-регулярність двочасткового графа, який з'єднує ці компоненти. Тобто для них виконано:
- {\displaystyle |S_{ij}|>\varepsilon |V_{i}|}
- {\displaystyle |S_{ji}|>\varepsilon |V_{j}|}
- {\displaystyle |d(S_{ij},S_{ji})-d(V_{i},V_{j})|>\varepsilon }

Розумно виглядає ідея позбавиться цих проблемних підмножин, просто виділивши їх у окрему компоненту, утворивши замість пари компонент {\displaystyle (V_{i},V_{j})} четвірку {\displaystyle (S_{ij},V_{i}\setminus S_{ij},S_{ji},V_{j}\setminus S_{ji})}. Однак одна й та ж компонента {\displaystyle V_{i}} може конфліктувати відразу з декількома іншими компонентами, так що розбиття слід проводити не за однією, а одразу за кількома проблемними множинами.
Щоб формалізувати цей процес, для кожної окремої компоненти {\displaystyle V_{i}} розглядають усі «проблемні» підмножини, що виникають у ній:
{\displaystyle {\mathcal {S}}(V_{i})=\left\lbrace {S_{ij}:1\leq j\leq k,P_{\varepsilon }(V_{i},V_{j})}\right\rbrace }
та σ-алгебру, утворену {\displaystyle {\mathcal {S}}(V_{i})} на {\displaystyle V_{i}} (тобто {\displaystyle V_{i}} підрозбивається на такі частини, щоб будь-які дві вершини, одна з яких належить деякому {\displaystyle S_{ij}}, а інша йому не належить, опинилися в різних частинах підрозбиття).
Оскільки для окремого {\displaystyle V_{i}} існує не більше {\displaystyle k-1} проблемних підмножин (і, отже, не більше {\displaystyle 2^{k-1}} елементів побудованої на них σ-алгебри), то в результаті з однієї компоненти утворюється не більше {\displaystyle 2^{k-1}} нових.
Якщо підрозбити в такий спосіб кожну компоненту {\displaystyle V_{i}}, то вийде нове підрозбиття {\displaystyle {\mathcal {P}}'}.
Далі в {\displaystyle {\mathcal {P}}'} треба вирівняти розміри компонент (яких у ньому всього не більше {\displaystyle k2^{k-1}}). Для цього кожну його компоненту можна розділити на нові компоненти розміру {\displaystyle \left\lfloor {\frac {n}{{(k2^{k-1})}^{2}}}\right\rfloor } (і, можливо, одну компоненту меншого розміру — «залишок»), а всі вершини з «залишків» з'єднати довільно в нові компоненти того ж розміру {\displaystyle \left\lfloor {\frac {n}{{(k2^{k-1})}^{2}}}\right\rfloor } і, можливо, одну компоненту меншого розміру.
Розбиття, що вийшло, і буде результатом однієї ітерації алгоритму.

### Оцінка кількості кроків алгоритму
Доведення зупинки алгоритму після скінченного числа кроків проводиться через уведення потенціальної функції — чисельної величини, що залежить від поточного розбиття — і відстеження її зміни при зміні ітерацій алгоритму.
«Потенціал» можна визначити, наприклад, так:
{\displaystyle \Phi ({\mathcal {P}})=\sum \limits _{1\leq i<j\leq |{\mathcal {P}}|}{{\frac {|V_{i}||V_{j}|}{|V|^{2}}}d(V_{i},V_{j})^{2}}}
Ця функція має низку важливих властивостей:
- {\displaystyle 0\leq \Phi ({\mathcal {P}})\leq 1}

- якщо розбиття {\displaystyle {\mathcal {Q}}} утворено з {\displaystyle {\mathcal {P}}=(V_{1},\dots ,V_{k})} підрозбиттям однієї компоненти {\displaystyle V_{1}} на дві множини {\displaystyle S\subset V_{1}} і {\displaystyle V_{1}\setminus S}, то {\displaystyle \Phi ({\mathcal {Q}})\geq \Phi ({\mathcal {P}})}

Це випливає з нерівності {\displaystyle (x+y)^{2}\leq {\frac {1}{\alpha }}x^{2}+{\frac {1}{\beta }}y^{2}}, істинної при {\displaystyle \alpha +\beta =1}, яка тягне за собою нерівність
{\displaystyle {\frac {E(V_{1},V_{j})^{2}}{|V_{1}|}}\leq {\frac {E(S,V_{j})^{2}}{|S|}}+{\frac {E(V_{1}\setminus S,V_{j})^{2}}{|V_{1}\setminus S|}}}
- для розбиття {\displaystyle {\mathcal {P}}'} з алгоритму, описаного в попередньому розділі, виконується нерівність{\displaystyle \Phi ({\mathcal {P}}')>\Phi ({\mathcal {P}})+\Omega (\varepsilon ^{5})}

- якщо розбиття {\displaystyle {\mathcal {Q}}} отримано з розбиття {\displaystyle {\mathcal {P}}=(V_{1},\dots ,V_{k})} перерозподілом вершин кількох компонент {\displaystyle V_{1},\dots ,V_{s}} на якісь інші компоненти (не обов'язково підрозбиттям), то {\displaystyle \Phi ({\mathcal {Q}})\geq \Phi ({\mathcal {P}})-{\frac {|V_{1}|+\dots +|V_{s}|}{|V|}}}

Достатньо показати, що об'єднання {\displaystyle V_{1},\dots ,V_{s}} зменшує {\displaystyle \Phi } не більш, ніж на {\displaystyle {\frac {|V_{1}|+\dots +|V_{s}|}{|V|}}} (подальше підрозбиття не зменшує {\displaystyle \Phi }, згідно з другою властивістю).
При об'єднанні компонент із суми {\displaystyle \Phi } зникають деякі доданки та з'являються якісь нові. Оскільки всі доданки додатні, досить розглянути ті, які зникають. Суму таких доданків легко оцінити:
Оскільки при отриманні нового розбиття згідно з алгоритмом у підрозбитті {\displaystyle {\mathcal {P}}'} перебудовується не більше ніж {\displaystyle k2^{k-1}\left\lfloor {\frac {n}{{(k2^{k-1})}^{2}}}\right\rfloor \leq {\frac {n}{k2^{k-1}}}} вершин і оскільки {\displaystyle {\frac {1}{k2^{k-1}}}<c\varepsilon ^{5}} за досить великих {\displaystyle k} для будь-якої константи {\displaystyle c}, то зі властивостей потенціальної функції випливає, що алгоритм зупиниться через {\displaystyle O\left({\frac {1}{\varepsilon ^{5}}}\right)} кроків.
У першій праці на цю тему Семереді використав дещо іншу функцію потенціалу:
{\displaystyle \Phi ({\mathcal {P}})={\frac {1}{|{\mathcal {P}}|^{2}}}\sum \limits _{1\leq i<j\leq |{\mathcal {P}}|}{d(V_{i},V_{j})^{2}}}
Попри відмінності, обидві функції об'єднує ідея усереднення квадратів щільностей.

### Оцінка розміру розбиття
Як випливає з опису алгоритму, верхня оцінка кількості компонент у розбитті на {\displaystyle n}-й ітерації алгоритму виражається рекурентним співвідношенням
{\displaystyle a_{n}={a_{n}}^{2}2^{a_{n}-1}}
Кількість ітерацій, що пропрацює алгоритм, оцінюється як {\displaystyle O\left({\frac {1}{\varepsilon ^{5}}}\right)}.
Отже, підсумкову кількість компонент можна оцінити лише вежею з піднесень до степеня {\displaystyle 2^{2^{\cdot ^{\cdot ^{\cdot ^{k}}}}}} висоти {\displaystyle O\left({\frac {1}{\varepsilon ^{5}}}\right)}.

## Ефективний алгоритм пошуку розбиття
Типове математичне доведення леми Семереді не дбає про обчислювальну складність алгоритму.
Однак група з п'яти математиків у окремій праці дослідила алгоритмічний аспект пошуку потрібного розбиття — зокрема вони описали алгоритм, що дозволяє знайти розбиття {\displaystyle n}-вершинного графа за час {\displaystyle O(n^{2.376})} за фіксованих {\displaystyle \varepsilon } і {\displaystyle m}. Час роботи їхнього алгоритму обмежено часом множення двох матриць {\displaystyle n\times n}, що складаються з нулів та одиниць. Також алгоритм можна розпаралелити і виконати за час {\displaystyle O(\log {n})} на поліноміально залежному від {\displaystyle n} числі процесорів.

## Нижня оцінка розміру шуканого розбиття
1997 року Вільям Гауерс показав, що оцінку розміру кількості компонент у шуканому розбитті не можна покращити більш, ніж до вежі степенів {\displaystyle 2^{2^{\cdot ^{\cdot ^{\cdot ^{k}}}}}} висоти {\displaystyle O\left({\log {\left({\frac {1}{\varepsilon }}\right)}}\right)}. А саме він показав, що завжди існує граф, будь-яке розбиття якого на меншу кількість частин не задовольняє умов леми.
Він розглянув навіть узагальнене поняття {\displaystyle (\varepsilon ,\delta )} -регулярності, де на підмножину часток двочасткового графа {\displaystyle S\subset U,T\subset V}, відхилення щільності якої обмежується визначенням, накладаються обмеження {\displaystyle |S|\geq \delta |U|,|T|\geq \delta |V|} замість {\displaystyle |S|\geq \varepsilon |U|,|T|\geq \varepsilon |V|}, і для нього також довів існування контрприкладу.
Для пошуку контрприкладу Гауерс використав імовірнісний метод, тому його доведення неконструктивне. У роботі розглянуто зважені графи з вагами з інтервалу {\displaystyle (0;1)}. Для таких графів можна розглядати повністю аналогічне формулювання леми, де як щільність {\displaystyle d(U,V)} буде розглядатися сума ваг ребер, замість їхньої кількості. Побудувавши контрприклад у вигляді зваженого графа, Гауерс також показав, що випадковий граф, який генерується за схемою Бернуллі, з імовірностями ребер, що відповідають вагам у цьому зваженому графі, з великою ймовірністю буде контрприкладом для звичайної леми (більш того, з великою ймовірністю щільності {\displaystyle d(U,V)} будуть не сильно відхилятися від аналогічних щільностей у зваженому графі за умови, що {\displaystyle |U|} і {\displaystyle |V|} достатньо великі).

## Узагальнення
2007 року Вільям Гауерс узагальнив лему регулярності на гіперграфи та використав узагальнення для доведення багатовимірної теореми Семереді.
Існує також аналог леми Семереді для розріджених графів (у звичайному формулюванні лема є тривіальною для таких графів, оскільки будь-яке розбиття задовольняє потрібні умови).

## Застосування
Найвідоміше застосування леми регулярності для комбінаторного доведення теореми Семереді та її узагальнень (наприклад, теореми про кутики). Однак лема та її ідеї мають низку застосувань і в загальній теорії графів — першу статтю Семереді про цю лему процитовано більш ніж у 500 працях на різні теми.
Також окремий інтерес становить лема про видалення трикутників, яка виводиться з леми регулярності і використовується під час доведення теореми Семереді.